# Libytheana terena
Libytheana terena is een vlinder uit de familie van de Nymphalidae, onderfamilie Libytheinae.
De wetenschappelijke naam van de soort werd gepubliceerd door Jean-Baptiste Godart in 1819.